# Ottorino Momoli
Ottorino Momoli (Porto Mantovano, 4 dicembre 1903 – 13 marzo 1996) è stato un politico italiano, deputato nella I e II legislatura della Repubblica Italiana.

## Biografia
Diplomato in ragioneria, nel 1921 aderì alla Federazione giovanile cattolica mantovana, poi messa fuorilegge dal fascismo. 
Dopo la caduta del regime insieme a don Primo Mazzolari, Ennio Avanzini, Attilio Ruffini, don Filippo Berselli e a Luigi Chiesi costituì nella clandestinità il partito della Democrazia Cristiana di Mantova. 
Alle elezioni politiche del 1948 viene eletto con la DC alla Camera dei deputati per la I legislatura repubblicana. Ricandidato alle successive elezioni del 1953, non risulta eletto, poi entra in carica come deputato il 1º ottobre 1957 dopo le dimissioni di Lodovico Benvenuti. Conclude il mandato parlamentare nel 1958.
Muore il 13 marzo 1996 all'età di 92 anni.